# Calumma andringitraense
Calumma andringitraense (Brygoo, Blanc & Domergue, 1972) è un piccolo sauro della famiglia Chamaeleonidae, endemico del Madagascar.

## Distribuzione e habitat
La specie è presente in poche località del Madagascar sud-occidentale.

## Conservazione
La IUCN Red List classifica B. andringitraense come specie in pericolo di estinzione (Endangered).
La specie è inserita nella Appendice II della Convention on International Trade of Endangered Species (CITES).
Parte del suo areale ricade all'interno del parco nazionale di Andringitra, della riserva speciale di Kalambatritra e del parco nazionale di Andohahela.